# Кемп-Крук (Південна Дакота)
Кемп-Крук (англ. Camp Crook) — місто (англ. town) в США, в окрузі Гардінґ штату Південна Дакота. Населення — 60 осіб (2020).

## Географія
Кемп-Крук розташований за координатами 45°33′0″ пн. ш. 103°58′30″ зх. д. / 45.55000° пн. ш. 103.97500° зх. д. (45.550073, -103.974931).  За даними Бюро перепису населення США в 2010 році місто мало площу 0,36 км², уся площа — суходіл.

### Клімат
| Клімат : Кемп-Крук                 | Клімат : Кемп-Крук | Клімат : Кемп-Крук | Клімат : Кемп-Крук | Клімат : Кемп-Крук | Клімат : Кемп-Крук | Клімат : Кемп-Крук | Клімат : Кемп-Крук | Клімат : Кемп-Крук | Клімат : Кемп-Крук | Клімат : Кемп-Крук | Клімат : Кемп-Крук | Клімат : Кемп-Крук | Клімат : Кемп-Крук |
| Показник                           | Січ.               | Лют.               | Бер.               | Квіт.              | Трав.              | Черв.              | Лип.               | Серп.              | Вер.               | Жовт.              | Лист.              | Груд.              | Рік                |
| Абсолютний максимум, °C            | 20,6               | 22,2               | 27,2               | 34,4               | 38,3               | 42,2               | 45,0               | 45,6               | 40,6               | 35,0               | 28,9               | 21,1               | 45,6               |
| Середній максимум, °C              | −0,9               | 2,4                | 7,7                | 14,4               | 20,4               | 25,8               | 30,4               | 30,4               | 24,3               | 16,5               | 6,1                | 0,8                | 14,9               |
| Середня температура, °C            | −7,4               | −4,2               | 0,6                | 6,8                | 12,6               | 17,9               | 21,4               | 20,9               | 14,8               | 8,0                | −0,6               | −5,8               | 7,1                |
| Середній мінімум, °C               | −14                | −10,9              | −6,6               | −0,9               | 4,7                | 9,9                | 12,4               | 11,4               | 5,3                | −0,5               | −7,3               | −12,5              | −0,7               |
| Абсолютний мінімум, °C             | −49,4              | −45,6              | −36,1              | −24,4              | −15,6              | −4,4               | 0,0                | −2,8               | −12,8              | −27,2              | −33,3              | −43,3              | −49,4              |
| Норма опадів, мм                   | 8                  | 7                  | 16                 | 36                 | 70                 | 66                 | 52                 | 30                 | 28                 | 31                 | 13                 | 8                  | 365                |
| ---------------------------------- | ------------------ | ------------------ | ------------------ | ------------------ | ------------------ | ------------------ | ------------------ | ------------------ | ------------------ | ------------------ | ------------------ | ------------------ | ------------------ |
| Джерело: NOAA (normals, 1971–2000) |                    |                    |                    |                    |                    |                    |                    |                    |                    |                    |                    |                    |                    |

## Демографія
Згідно з переписом 2010 року, у місті мешкали 63 особи в 32 домогосподарствах у складі 17 родин. Густота населення становила 174 особи/км².  Було 46 помешкань (127/км²).
Расовий склад населення:
| - 100,0 % — білих |

До двох чи більше рас належало 0,0 %. Частка іспаномовних становила 1,6 % від усіх жителів.
За віковим діапазоном населення розподілялося таким чином: 19,0 % — особи молодші 18 років, 71,5 % — особи у віці 18—64 років, 9,5 % — особи у віці 65 років та старші. Медіана віку мешканця становила 48,5 року. На 100 осіб жіночої статі у місті припадало 85,3 чоловіків;  на 100 жінок у віці від 18 років та старших — 88,9 чоловіків також старших 18 років.
Середній дохід на одне домашнє господарство  становив 45 191 долар США (медіана — 43 333), а середній дохід на одну сім'ю — 61 408 доларів (медіана — 64 375). За межею бідності перебувало 38,8 % осіб, у тому числі 0,0 % дітей у віці до 18 років та 6,7 % осіб у віці 65 років та старших.
Цивільне працевлаштоване населення становило 52 особи. Основні галузі зайнятості: роздрібна торгівля — 40,4 %, сільське господарство, лісництво, риболовля — 21,2 %, мистецтво, розваги та відпочинок — 7,7 %, будівництво — 7,7 %.